# Nana Trophy
O Nana Trophy é um torneio para tenistas profissionais disputado em quadras de saibro ao ar livre. O evento foi inicialmente classificado como um torneio ITF Women's Circuit de US$ 25.000 e é realizado em Túnis, Tunísia, anualmente, desde 2012. O evento passou a ser um torneio de US$ 50.000 a partir de 2015, sua 4ª edição e US$ 60.000 a partir de 2017 e voltou a ser um torneio de US$ 25.000 a partir de 2018.

## Resultados passados

### Simples
| Ano  | Campeã                                  | Vice-campeã                             | Resultado                               |
| ---- | --------------------------------------- | --------------------------------------- | --------------------------------------- |
| 2020 | Cancelado devido à pandemia de COVID-19 | Cancelado devido à pandemia de COVID-19 | Cancelado devido à pandemia de COVID-19 |
| 2019 | Jaqueline Cristian                      | Daniela Seguel                          | 6–4, 6–0                                |
| 2018 | Valentyna Ivakhnenko                    | Chloé Paquet                            | 6–2, 6–2                                |
| 2017 | Richèl Hogenkamp                        | Lina Gjorcheska                         | 7–5, 6–4                                |
| 2016 | Ons Jabeur (3)                          | Romina Oprandi                          | 1–6, 6–2, 6–2                           |
| 2015 | María Irigoyen                          | Cindy Burger                            | 6–2, 7–5                                |
| 2014 | Ons Jabeur (2)                          | Valeria Savinykh                        | 6–3, 7–6(7–4)                           |
| 2013 | Ons Jabeur                              | Sara Sorribes Tormo                     | 6–3, 6–2                                |
| 2012 | Sandra Zaniewska                        | Ons Jabeur                              | 6–4, 4–6, 6–2                           |

### Duplas
| Ano  | Campeãs                                 | Vice-campeãs                             | Resultado                               |
| ---- | --------------------------------------- | ---------------------------------------- | --------------------------------------- |
| 2020 | Cancelado devido à pandemia de COVID-19 | Cancelado devido à pandemia de COVID-19  | Cancelado devido à pandemia de COVID-19 |
| 2019 | Martina Colmegna Anastasia Grymalska    | Jaqueline Cristian Andreea Roșca         | 6–4, 6–2                                |
| 2018 | Maryna Chernyshova Seone Mendez         | Amina Anshba Anastasia Grymalska         | 7–6(7–5), 6–4                           |
| 2017 | Guadalupe Pérez Rojas Daniela Seguel    | Ágnes Bukta Vivien Juhászová             | 6–7(3–7), 6–3, [11–9]                   |
| 2016 | Arina Rodionova Valeriya Strakhova      | Irina Khromacheva İpek Soylu             | 6–1, 6–2                                |
| 2015 | María Irigoyen Paula Kania              | Julie Coin Stéphanie Foretz              | 6–1, 6–3                                |
| 2014 | Andrea Gámiz Valeria Savinykh           | Beatriz García Vidagany Marina Melnikova | 6–4, 6–1                                |
| 2013 | Aleksandra Krunić Katarzyna Piter       | Réka-Luca Jani Eugeniya Pashkova         | 6–2, 3–6, [10–7]                        |
| 2012 | Elena Bogdan Raluca Olaru               | Inés Ferrer Suárez Richèl Hogenkamp      | 6–4, 6–3                                |